# Bils
 (août 2024).
Bils, de son vrai nom Raymond Aynaud, né le 15 aout 1883 à Mandelieu et mort le 29 janvier 1968 à Paris, est un peintre, dessinateur, caricaturiste français.

## Biographie
Raymond Aynaud naît le 15 août 1883, à Mandelieu, dans une famille de notables locaux.
Il est le 3e enfant des sept du couple Ernest Aynaud notaire à Cannes et Léonie Champsaur. Son grand-père Thomas Adolphe Aynaud est également notaire et maire de Vallauris (1861). Son frère aîné Marcel Aynaud est médecin chercheur en biologie et Adolphe Aynaud plus jeune critique d'art.
À l'âge de 15 ans, Bils entre aux arts décoratifs de Paris. Il y obtient une distinction décernée par la Sorbonne, que lui remet le peintre, aquarelliste et graveur Henri Harpignies. Devant subvenir aux besoins de sa famille, il quitte les arts décoratifs et devient Commis dans un cabinet d'Agent de Change à Paris. Les horaires lui laissent du temps pour peindre et dessiner. 
il devient très jeune le collaborateur des principaux journaux humoristiques de cette époque. Ayant adopté le pseudonyme de Bils, il commence sa carrière à La vie parisienne et au Comœdia illustré puis Le Rire, Fantasio et Ridendo.
En 1908-1909, il fait une série de portraits dans un album sur l'opéra dont de nombreuses caricatures de musiciens pour la revue S.I.M.
La Première Guerre mondiale le voit affecté au 73e régiment d'infanterie qui défend Bois-le-Prêtre.
Il devient alors l'illustrateur du Poilu et du Rire rouge. Il est également le dessinateur des journaux de tranchées Le Tuyau, La Roulante, Bellica, Le Poilu, Le Tord-boyau et Le Ver luisant. Dans le numéro du 9 janvier 1916 du journal Le Miroir, une photographie le représente en train de caricaturer un prisonnier allemand.
En 1919 il reprend sa carrière de dessinateur de presse. 
En 1930, il couvre le congrès socialiste, ses « gueules » seront publiées dans La Nouvelle revue socialiste. en 1931, il connaît un succès avec ses dessins du célèbre clown suisse Grock dont il sera l’ami. 
Il est également à cette époque dessinateur judiciaire couvrant le procès Stavisky ou celui de la réhabilitation de Dreyfus, d'où de nombreux dessins sur les avocats et leurs clients.
En 1935, il présente une liste aux élections dans le 18e sous l'étiquette républicain indépendant, dessinant lui-même ses affiches et obtient 63 voix.
En septembre 1939, Bils est à nouveau mobilisé. Il est envoyé à Toulouse aux Archives de l'Armée. La guerre terminée et la photographie remplaçant de plus en plus le dessin dans les journaux, il consacre plus de temps à la peinture de paysages, vues de Paris et de Bretagne principalement.
Le 26 mai 1957, il épouse à Grasse Marthe Vinay.
Il meurt à Paris le 29 janvier 1968.

## Distinctions
- Officier d'académie (1921)[10]

## Expositions
- 1929 : Javal et Bourdeaux; les artistes illustrateurs de la maison d'édition[11]
- 1932 : Salon des humoristes, portrait de Grock[12]
- 1933 : Club du Faubourg, présentation de son ouvrage Types du Faubourg avec séance de caricatures improvisées[13]
- 1939 : 35 rue de Seine Montmartre vu par Bils[14]
- 1941 : Salon d'automne, 4 vues de Paris (Le Sacré-Cœur, place du Tertre, rue des Saules, Impasse Trainée)
- 1972 : Musée de Montmartre (en compagnie d'André Gill et Weal)[15]

## Œuvres référencées
- 1917 La Ferme saint Epvre aquarelle acquise par la ville de Paris[16]
- Les célèbres clowns Dario affiche (Bedos éditeur)
- Portrait du clown Grock
- Grock au Cirque d'Hiver à partir du vendredi 6 janvier (1933) affiche lithographie couleur 2,40 x 1,60[17]
- 1933 salon des humoristes Cécile Sorel[18]
- Portrait du clown Dario, musée du cirque[19]
- La Contemporaine (Nanterre) conserve plus de 1 900 dessins de presse[20].

## Signatures
signe Bils et quelquefois B

## Dessins de presse
- 1909:La Vie parisienne, Le Témoin
- 1909-1912:Comœdia illustre
- 1909-1932:Fantasio
- 1911-1919:Le Rire
- 1913:Tout Paris
- 1914:Album-revue des opinions
- 1916-1917:La Roulante
- 1918: La Baïonnette
- 1923-1924:Le Progrès civique
- 1923-1926:L'Auto
- 1923-1928 et 1946:La Presse
- 1928:Chanteclair, Paris-Soir
- 1929-1934:Gringoire
- 1930:D'Artagnan, Le Carnet de la semaine
- 1931-1935:Le Petit Parisien
- 1932:Les Hommes du jour, L'Image
- 1934-1939 et 1948-1949:Ridendo
- 1939:Commentaires
- 1941-1942:La Gerbe
- 1943:La France socialiste

et aussi: Le Cri de Paris, Le Sourire, La Vie de Paris

## Collections publiques
- Dessins à la Bibliothèque de documentation internationale contemporaine rattachée à l'Université de Nanterre Paris X
- Dessins au Musée du Cirque à Tourette-Levens (Alpes-Maritimes)
- Œuvres aux Archives Nationales de France - Ministère de la Culture - Pierrefitte-sur-Seine
- Collection du Musée de la Musique - Philharmonie de Paris
- Fonds d'art contemporain - Ville de Paris
- Musée de Montmartre (Paris) - œuvres, documents et archives sur sa carrière de dessinateur de presse
- Fonds national d'art contemporain